# Sielsowiet Barzdouka
Sielsowiet Barzdouka (biał. Барздоўскі сельсавет, ros. Борздовский сельсовет) – sielsowiet na Białorusi, w obwodzie witebskim, w rejonie orszańskim, z siedzibą w Barzdouce.

## Demografia
Według spisu z 2009 sielsowiet Barzdouka zamieszkiwało 1102 osób, w tym 1029 Białorusinów (93,38%), 51 Rosjan (4,63%), 12 Ukraińców (1,09%), 4 Azerów (0,36%), 1 Polak (0,09%), 3 osoby innych narodowości i 2 osoby, które nie podały żadnej narodowości.

## Geografia i transport
Sielsowiet położony jest na Grzędzie Białoruskiej, we wschodniej części rejonu orszańskiego i na południowy wschód od stolicy rejonu Orszy.
Przez sielsowiet przebiega linia kolejowa Orsza – Krzyczew oraz droga republikańska R15, a jego granicą droga magistralna M8.

## Miejscowości
- agromiasteczko:
  - Barzdouka
- wsie:
  - Babiczy
  - Bajary
  - Brazdzieczyna
  - Budziszcza
  - Czuryława
  - Harany
  - Jesipawa
  - Kraszyna
  - Kuszeuka
  - Lawonauka
  - Makarauka
  - Markawiczy
  - Pieczyszcza
  - Pryhuzki
  - Puhlai
  - Sidarauka
  - Sudniki
  - Turłai
  - Zaharelskija